# Philippe Boiry
Philippe Boiry (París, 19 de febrero de 1927 - Chourgnac, 5 de enero de 2014) fue un periodista y profesor universitario francés. Desde 1951 hasta su muerte se presentó como pretendiente al trono del ficticio Reino de la Araucanía y la Patagonia.

## Biografía
Philippe Paul Alexandre Henri Boiry Reynaud nació en París, el 19 de febrero de 1927, siendo hijo de Ferdinand Boiry y de Jeannine Reynaud. Periodista de profesión, fundó en la década de 1950 la primera agencia de relaciones públicas de Europa Occidental. En 1980 participó de la fundación de una escuela de comunicación en Levallois-Perret, Francia.
Contrajo matrimonio en dos ocasiones: en 1950 con Jacqueline-Dominique Marquain, fallecida en 1978, y en 1996 con Elisabeth de Chavigny, de quien enviudó en 2006. Su residencia principal estaba en París, aunque tenía una casa secundaria en La Cheze, lugar de origen de Tounens, a las afueras de Chourgnac d'Ans.

### Príncipe de Araucanía y Patagonia
El ficticio Reino de la Araucanía y la Patagonia, creado en territorio argentino y chileno por el aventurero francés Orélie Antoine de Tounens, nunca llegó a existir. El autoproclamado falso monarca fue capturado por el ejército chileno y expulsado del país. Un segundo intento, desde Argentina, no tuvo mejor suerte y el anciano debió regresar a Europa donde se presentó como monarca en el exilio: allí se intentó ingresarlo en una institución mental debido a su frágil salud psicológica.
Desde entonces, sus sucesores (sin parentesco) continuaron pretendiendo la corona de dicha monarquía ficticia. Residentes en Francia, nunca se vincularon con los habitantes de la región patagónica y se dedicaron a las actividades sociales y la venta de medallas falsas y títulos de nobleza apócrifos.
El pretendiente a la corona, Jacques Antoine Bernard (Antoine III), presentó en 1951 su abdicación al reclamo en favor de Philippe Boiry, quién se proclamó como príncipe y jefe de la Casa Real bajo el nombre de Felipe I de Araucanía y Patagonia.
La principal evidencia esgrimida para ello es una carta de consentimiento de Antoine III y un certificado en el que se consigna la abdicación y transmisión de la sucesión del título, con fecha 12 de mayo de 1951.
Philippe Boiry ostentó la Gran Maestría y el alto patronazgo de las cuatro órdenes ligadas a la llamada Corona de la Nueva Francia:
- Gran Maestre de la Noble Orden de la Estrella del Sur (1951-2014).
- Gran Maestre de la Orden de la Constelación del Sur (1951-2014).
- Gran Maestre de la Orden de la Corona de Acero (1951-2014).
- Patrono de la Orden de la Reina Laura Teresa (2006-2014)

Otros títulos que reclamó como pretendiente al trono fueron:
- "Príncipe de Aucas" (1951-2014).
- "Duque de Kialeou" (1951-2014).
- "Conde de Alsena" (1951-2014).

Sin herederos, Philippe Boiry falleció en su casa de La Cheze, dejando a Philippe de Lavalette (Felipe II) como regente, quien entregó la corona a Jean-Michel Parasiliti di Para, bajo el nombre de Antonio IV de Araucanía y Patagonia.
Los pretendientes al trono de la Araucanía y la Patagonia han sido llamados monarcas de fantasía, «teniendo solo fantasiosas pretensiones de un reino sin existencia legal y sin reconocimiento internacional».
El 27 de agosto de 1873, el Tribunal Penal de París dictaminó que Antoine de Tounens, el primer rey de Araucanía y Patagonia, no justificó su estado como soberano.
En 1996, Philippe Boiry, pretendiente al trono de la Araucanía y la Patagonia demandó en el tribunal de París a un periodista argentino quien había afirmado que: « el rey de la Patagonia fue un impostor y sus títulos tan falsos como su presunta majestad ». El caso fue desestimado por el juez sobre la base de que los elementos producidos no permitían reconocer sus reclamos al título de rey de Araucania y Patagonia.